# Var hun uskyldig? (film fra 1920)
Var hun uskyldig? er en amerikansk stumfilm fra 1920 af Robert G. Vignola.

## Medvirkende
- Montagu Love som Don Julian
- Alma Rubens som Teodora
- Gaston Glass som Ernesto
- Pedro de Cordoba som Don Severo
- Charles K. Gerrard som Don Alvarez
- Mrs. Allen Walker som Marie
- Byron Russell som Wickersham
- Peter Barbierre
- Pierre Gendron
- Vincent Macchia
- James Savold
- Margaret Dale som Mercedes
- Ray Allen